# Aurnupen
Der Aurnupen (norwegisch für Geröllspitze) ist ein Berg im ostantarktischen Königin-Maud-Land, der durch eine Geröllmoräne an der Nordwestflanke gekennzeichnet ist. Er ragt 1,5 km östlich des Flårjuven im Ahlmannryggen auf.
Norwegische Kartografen benannten den Berg deskriptiv und nahmen anhand von Luftaufnahmen und Vermessungen der Norwegisch-Britisch-Schwedischen Antarktisexpedition (1949–1952) eine Kartierung vor.